# Cacocharis
Cacocharis är ett släkte av fjärilar. Cacocharis ingår i familjen vecklare.
Kladogram enligt Catalogue of Life:
| Cacocharis | \| \| Cacocharis albimacula \| \| \| \| \| \| Cacocharis cymotoma \| \| \| \| |
|            | \| \| Cacocharis albimacula \| \| \| \| \| \| Cacocharis cymotoma \| \| \| \| |
|            | Cacocharis albimacula                                                         |
|            |                                                                               |
|            | Cacocharis cymotoma                                                           |
|            |                                                                               |